# Иван Бартош
Иван Бартош (чеш. Ivan Bartoš, 20. марта 1980, Јаблонец на Ниси, Чехословачка) је чешки политички активиста, и председник Чешке пиратске партије (2009–2014; 2016–).
Иван Бартош је одрастао у Јаблонцу на Ниси; матурски испит је положио 1999. године. После се преселио у Праг, где је студирао информацијску науку и библиотекарство на Филозофском факултету Карловог универзитета. 2005. је добио титулу PhDr.. Један семестар је провео и на Факултету рачунарских наука Универзитета у Њу Орелансу у САД. Докторске студије је завршио у академској години 2011./2012. и титулу Ph.D је стизао 2013.
После студија је Бартош радио у чешким и иностраним компанијамa као стручњак за информацијске технологије. Своју каријеру је прекину нагло 2015. када је напустио Дојче Телеком. 2014. је постао главни кандидат Пиратске странке на изборима за Европски парламент, где је добио 4,76% гласова бирача, па није на крају добио мандат. Интересује га проблематика ауторског права, безбедности на интернету и информацијског друштва.
Као диск-џокеј миксyje психoделични тренс, свира хармонику и пева у групи Ногaма Нaпpед (чеш. Nohama napřed). 2015. се оженио Лидијом Франковом, чланицом Пиратске партије.

## Политичке активности
У јануару 2014. је на скупштини Пиратске партије у Пардубицама поново изабран у дужност председника Пиратске партије, када је добио 89 од 116 гласова свих делегата. Због неуспеха у европским изборима маја 2014. је Бартош одлучио да ће напустити председнички пост, али је две године касније одлучио да ће се вратити поново у исту позицију. Председником партије је поново од 2. априла 2016. На парламентарним изборима у септембру 2017. је био изабран за посланика заједно са још 21 осталих кандидата Пиратске партије.